# Uși diaconești

Ușile Diaconului (porți) sunt deschideri laterale situate în rândul inferior (local) al catapeteasmei ortodoxe care duce la partea altarului bisericii. Ușile împărătești se află în mijloc și ușile Diaconului - în stânga și în dreapta Iconostasului. De obicei, acestea sunt două uși cu un singur canat pe părțile laterale ale principalelor uși împărătești.
Într-o biserică mare (în prezența absidelor laterale), ușa din stânga nordică duce la altar, iar ușa din dreapta sudică duce la sacristie.
Conform indicațiilor „Enciclopediei Ortodoxe”, porțile diaconului sunt numite astfel deoarece prin ele diaconii merg în timpul slujbei în mod repetat pentru a pronunța ecteniile.
Cu toate acestea, Arhiepiscopul Veniamin (Krasnopevkov) în lucrarea sa „The New Table, or Explanation of the Church, the Liturgy, and All Church Services and Utensils” (1803) scrie despre ele în detaliu, respingând această opinie. 
„Ușile sudice se numesc ale diaconului, nu pentru că numai diaconii ies și intră; ci de la sacristie, unde duceau aceste uși. Adevărat, diaconii, pentru a transfera vasele liturgice și alte ustensile pe altar, aveau o intrare aproape de diacon; dar când aduceau poporului pâine binecuvântată (anafură) sau apă de Bobotează (...) ieșeau mereu pe ușile de la miazăzi. Mai mult, încă din cele mai vechi timpuri, diaconului i s-a încredințat datoria de a supraveghea protopopiatul poporului  care stătea în templu; pentru a-și îndeplini această îndatorire, au plecat mereu pe ușile sudice (...) Deci, de la diacon și după funcția trimisă de diaconi, ușile sudice, care le-au fost de fapt încredințate, se numesc ale diaconului”
„Ușile nordice se numesc uneori sacristan, nu pentru că doar sacristanul intră și iese cu ele: adesea diaconii și preoții merg să le slujească, mai ales la Vohodul Mic; dar aceste uși se numesc sacristan pentru că lucrurile din spatele lor, precum: cărbunii, apa, lumânările, au fost încredințate depozitului sacristanului, pe care îl vom vedea mai detaliat în secțiunea în care vom vorbi despre amenajarea lor, iar ușile nordice în sine au fost încredințate depozitării sacristanului”

## Caracteristici

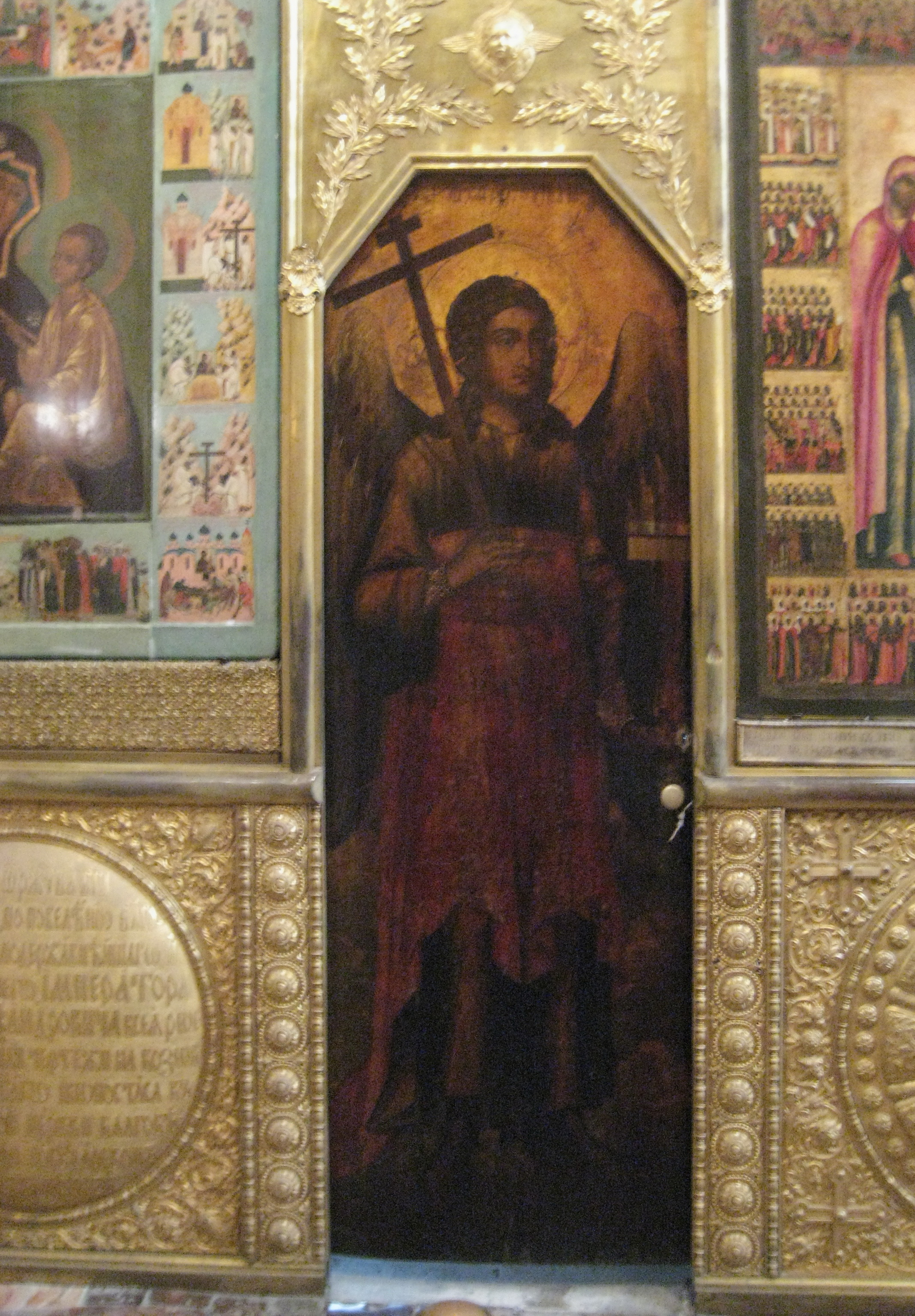
„Arhanghelul Uriel” (Catedrala Bunavestire din Moscova)

Spre deosebire de ușile împărătești, în care pot intra doar clerici și numai în timpul cultului, acestea sunt uși „de slujbă” pentru intrarea în altar al clerului în timpurile liturgice și neliturgice; în cazuri speciale –  laicii. Ușa de nord este folosită la începutul slujbei. Iar ușa de sud este folosită mai utilitar – de exemplu, pentru a intra în altar înainte de slujbă, pentru nevoi casnice, pentru curățenie în interiorul altarului. Una dintre primele dovezi ale „ușilor altarului” este mesajul lui Ciprian al Moscovei (sfârșitul secolului al XIV-lea).
De regulă, acoperirea ușii este cu o pictură-icoană, în cazul rar al absenței unei scânduri de ușă, deschiderea poate fi acoperită cu pânză roșie (perdea, ca în bisericile bizantine).

### Iconografie
De regulă, icoanele care servesc drept uși reprezintă o singură placă mare de lemn.
Este de obicei descris în ordine:
- Sfinții diaconi: de obicei Diaconul Ștefan și Arhidiaconul Laurențiu (sau Ștefan și Diaconul Filip).
- Arhangheli (de obicei Gavril și Mihail; mai rar Uriel și Rafael)
- Marii preoți Aaron și Moise
- Alți sfinți opționali, eventual în funcție de închinarea bisericii

Plăcile unei alte iconografii sunt împărțite în mai multe semne distinctive - evenimente din Vechiul Testament care povestesc despre paradisul pierdut (de obicei ușa nordică). Erau scene care aminteau de un rai pierdut, de pedeapsa viitoare pentru păcate, de deșertăciunea pământească. De regulă, acestea au fost împărțite în 3 niveluri.
- Nivelul 1 (extrageri din raiul ceresc):
  - Sânul lui Avraam
    - Tâlharul pocăit[8] se numără printre cei prezenți în sânul lui Avraam (ca o icoană separată pe ușile din nord)

  - Ierusalimul ceresc (Apocalipsa Apostolului Pavel)
  - Maica Domnului pe Tron
- Nivelul 2 (paradisul Vechiului Testament)
  - Crearea lui Adam și a Evei. Primii oameni stau înaintea Domnului.
  - Exilul din Paradis. Plângere pentru Raiul pierdut
- Nivelul 3 (lumea)
  - „Plângând peste sicriu cu morții” sau „Văd în sicriu și sunt îngrozit...” - moarte și doliu. Este înfățișat sicriul cu răposatul și călugării. Baza literară a intrigii a fost textul versului penitencial „Te văd, sicriul”, pe care călugării l-au interpretat în memoria celor plecați. Scena a fost folosită pe scară largă în arta Novgorodului, a Rusiei Centrale și a țărilor nordice în a doua jumătate a secolului al XVI-lea și a fost adesea plasată pe porțile sudice ale diaconului, care, conform decretelor lui Stoglav din 1551, era locul slujbelor funerare. Cu toate acestea, chiar și în această perioadă, mai ales în regiunile nordice, ele erau adesea săvârșite pe altar. Compoziția ilustrează textele Sinodicului și Cuvântul lui Grigore Dialogul despre beneficiile rugăciunilor pentru morți, mai ales la 3, 9, 40 zile după moarte [9] („3 zile o persoană își va schimba înfățișarea; 9 zile creația se destramă, păstrând inima minunată până în a patruzecea zi; 40 de zile va pieri. Oameni, asta este măsurat. Există o cale scurtă, dar cu aceeași viteză, iar praful este îndepărtat încetul cu încetul și în curând moare. Să strigăm către acel Hristos Dumnezeul nostru: Doamne, miluiește-ne pe noi. Poate fi însoțit de inscripția: „Frații și asociații mei spirituali, nu mă uitați, rugați-vă întotdeauna când vedeți sicriul meu, amintiți-vă de dragostea mea și rugați-vă ca spiritul meu să se ocupe de cei drepți”.
  - O pildă despre plecarea sufletului celui drepți și al păcătosului, „Plecarea sufletului drept” și „Plecarea sufletului păcătos” (scenă rară). Poate fi înfățișat un bătrân cu un leu, care îl conduce pe bătrân în patul drepților, peste care s-au plecat îngerii, acceptând sufletul său strălucitor. În fruntea ei este regele David cu o harpă, iar în spatele lui sunt alți oameni drepți. Iar lângă el este un pat cu un călugăr înclinat pe el, peste care stă arhanghelul, lovind-l cu un trident în gât; jos, la cap - mesageri din iad cu o pungă în care prind sufletul unui păcătos [10] .
  - Pedeapsa păcătoșilor (scenă rară)
  - Uciderea lui Zaharia, Daniel în groapa cu lei, Trei tineri în cuptorul cu foc (scene rare)

| - Sânul lui Avraam (și tâlharul cel bun pe o parte) - Căderea și izgonirea din paradis - suspine de mormânt |  | - Ierusalimul ceresc - Paradisul Vechiului Testament - Asasinarea lui Zaharia |  | - Maica Domnului pe Tron - Sânul lui Avraam - Trei tineri într-un cuptor de foc - Daniel în groapa cu lei |  |